# .срб
.срб (transliterat com a .srb) és el domini territorial de primer nivell  internacionalitzat (IDN ccTLD) de Sèrbia. És actiu des del 3 de maig de 2011.
«.срб», en molts tipus de lletra, s'assembla molt als caràcters .cp6, que no és cap domini de primer nivell. D'altres dominis semblants que es van demanar, com .бг (per a Bulgària) i .ελ (per a Grècia) han estat rebutjats o aturats per aquest motiu, però en canvi «.срб» no va tenir problemes. La política general per als dominis de primer nivell internacionalitzats és que com a mínim una de les lletres del domini no s'assembli a una de llatina; 6 és un dígit numèric (no una lletra) i no es fa servir mai als dominis de primer nivell. A més, encara que б sembla un 6 en la majoria d'alfabets ciríl·lics, en el serbi no, i s'assembla més aviat a una  delta grega (δ), vegeu l'article sobre la lletra б.
Com que no hi ha lletra W en escriptura ciríl·lica, de vegades s'utilitza "њњњ" com a substitut de "www". Per exemple, el web de la Radiotelevisió sèrbia té l'adreça њњњ.ртс.срб. Es va triar Њњњ perquè als teclats serbis, la lletra Њ és a la mateixa tecla on surt la W als teclats QWERTY. Sovint, però, no es fa servir cap prefix.